# Frankfort (Illinois)
Frankfort – wieś w Stanach Zjednoczonych, w stanie Illinois, w hrabstwie Cook.